# الحلحلة (السدة)

تعديل مصدري - تعديل

الحلحلة محلة تابعة لقرية المان، التابعة لعزلة وادي عصام بمديرية السدة إحدى مديريات محافظة إب في الجمهورية اليمنية.، بلغ تعداد سكانها 61 حسب تعداد اليمن لعام 2004.